# Севниця
Севниця (словен. Sevnica) — місто в общині Севниця, Споднєпосавський регіон, Словенія. Розташоване на річці Сава.

## Історія

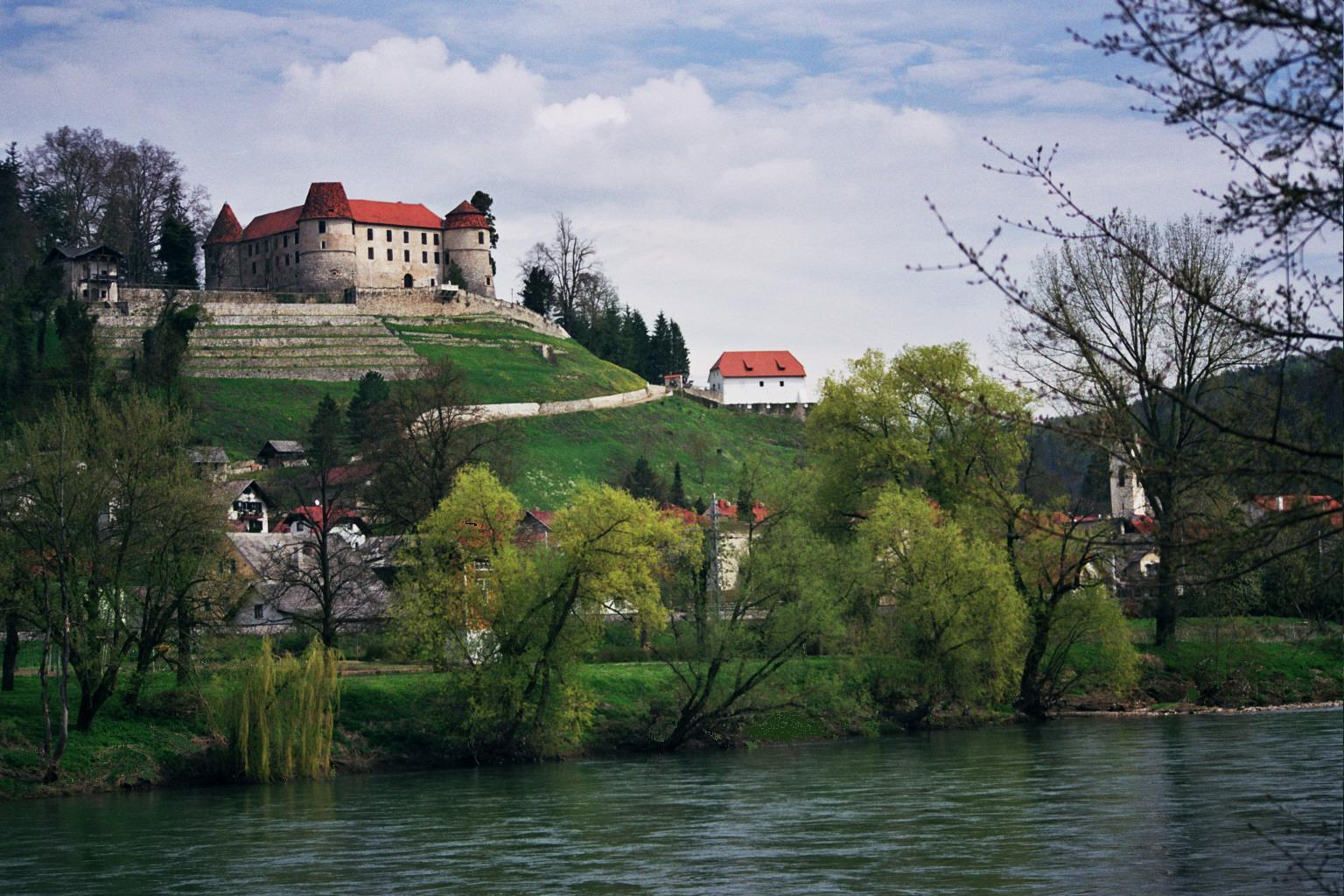
Севницький замок

Севниця вперше згадується у письмових джерелах у 1275 році.
Побудована навколо замку ХІІ століття.
У 2016 році уродженка Севниці Меланія Трамп стала Першою леді США після перемоги її чоловіка, Дональда Трампа на президентських виборах.
5 липня 2019 року на околиці міста встановили дерев'яну статую місіс Трамп, одягнену в синє пальто. Статуя була зроблена на замовлення американського художника Бреда Дауні 
Через рік, 4 липня 2020 року, невідомі спалили цю статую. Невідомо, чи був підпал частиною мистецької кампанії.

## Населення

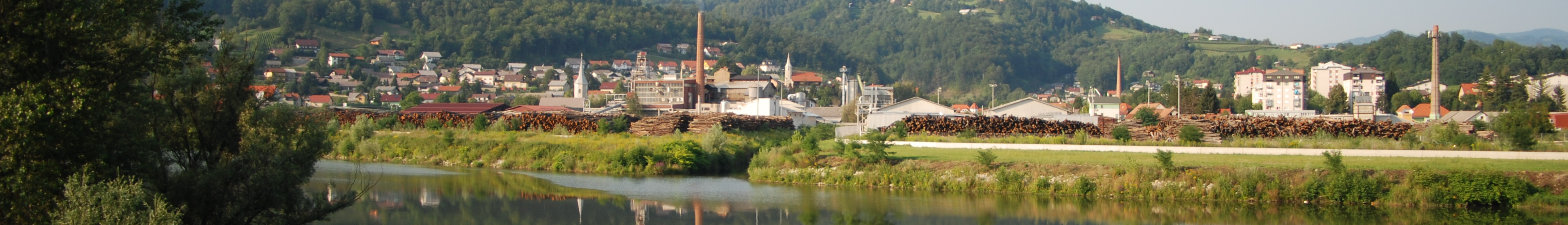